# Palpelius nemoralis
Palpelius nemoralis är en spindelart som beskrevs av George William Peckham och Elizabeth Maria Gifford Peckham 1907. Palpelius nemoralis ingår i släktet Palpelius och familjen hoppspindlar. Inga underarter finns listade i Catalogue of Life.